# 人形町末廣
人形町末廣（にんぎょうちょうすえひろ）は、東京都中央区日本橋人形町三丁目にかつて存在した寄席である。常用漢字で『人形町末広』と表記する場合もある。東京都内の落語定席の一つで、落語を中心に漫才、色物等、寄席演芸の興行を行っていた。『人形町末廣亭』と表記される事があるが、開業から戦後まで『末廣亭』、以降は『人形町末廣』と称していた。詳細は「末廣亭」・「末廣」の呼称を参照のこと。現存する寄席『新宿末廣亭』とは無関係である。

## 沿革
近隣に元吉原があった時代からの地元の総鎮守である末廣神社が控えている土地に1867年（慶応3年）創業。現在の人形町通りに面しており歌舞伎『与話情浮名横櫛』の舞台『源氏店』のモデルの『玄冶店（げんやだな）』の路地の向かい、入り口角に立地していた。
1923年（大正12年）、関東大震災により被災する。建物の焼失は免れたが著しく損傷したため撤去し、同地に同じ仕様で再建した。1970年（昭和45年）1月、日本芸術協会（現：落語芸術協会）の定席興行である正月二之席（11日から20日まで）をもって閉場したが、同年4月に 2代目桂文朝の真打昇進披露興行の為に借り上げられた。

## 人形町末廣とその周辺
1657年（明暦3年）に吉原遊廓が移転し、天保の改革で芝居小屋が移転して以降、商業地として発展した人形町に1872年（明治5年）水天宮が移転して来た時にはかつての繁華街・歓楽街の面影は薄く、高額の遊興費を必要とする芳町の花街は大衆を牽引して来る力とはなり得なかった。新しく出来た門前町に徐々に繁華街としての体裁が整えられて町全体の客足は順調に伸びていったが、東京における明治から大正期の寄席興行は、市内に多数の寄席が存在していたために多くの場合は外来の客目当てと言うよりは住人のための娯楽だった。
当時の人形町近辺は大小の問屋・商店が立ち並び、店主と家族、住み込みの従業員等で人口密集地帯であった。近隣を流れる日本橋川に架かる日本橋西南岸には関東大震災で壊滅するまでは魚河岸が控えており、さらに日本橋兜町には東京株式取引所が設置されて個人商店を含む大小の証券会社が開業した。増加した居住者に娯楽を提供するべく明治期には人形町に寄席が複数存在していた。『末廣亭』（のちの人形町末廣）、『大ろじ』、『鈴本亭』、『喜扇亭（浪曲席）』である。
『大ろじ』は1階が住居で2階が寄席になっており、晩年の三遊亭圓朝が牡丹灯籠を連続口演するなど当時の東京で指折りの寄席であったが建物が老朽化したため1907年（明治40年）前後に閉場し、『大ろじ』閉場後に同じ席亭が『鈴本亭』を開場して経営していた。

『鈴本亭』は大森館という活動写真館の跡地に明治末期に開場した当時の東京で屈指の客の来る寄席で、客席は1階に加えて2階席もあり常時500〜600人の客数が押し寄せて満員になっていた。隣町の日本橋久松町には明治座も開場しており、近隣は明治期に芸能が盛んになった土地であった。
関東大震災で『鈴本亭』が閉場、『喜扇亭』は戦後は浪曲に加えて漫才等の色物席として存続するが1952年（昭和27年）頃に閉場し、『人形町末廣』1軒が孤塁を守った。

## 閉場
時代の変遷と共に映画・ラジオ・テレビ等の新しい娯楽が出現する度に寄席という興行形態そのものが客を奪われ、1924年(大正13年）には東京市内に117軒を数えた寄席（落語定席以外も含む）は激減し1965年（昭和40年）には5軒のみとなった。
昭和期からの人形町周辺では多数の商店が徐々に会社組織になり、寄席の常客であった経営者や従業員が転居した郊外から通勤して来る様になった結果夜間人口が激減して、仕事が終わった夜に寄席に来るという生活の形態そのものが失われてしまった。
人形町末廣は昔ながらの夜席のみの興行で、現存する東京都内の寄席が外来の客を誘致するべく昼席興行も実施しているのに比べ経営戦略上も出遅れた感がある。入場者数の減少で経営を圧迫され、1962年（昭和37年）5月に営団地下鉄日比谷線、同年9月に都営地下鉄1号線が開通するが集客に結びつかず、1969年（昭和44年）10月に前を走る都電が廃止され、さらなる客離れを招いた。
開業以来借地に立地していた。土地の買い取りを打診されるが、経営不振と高度経済成長で高騰した土地価格の前に果たせず、元々の地主から土地を買収した不動産会社に立ち退きを迫られ、開業103年目の1970年（昭和45年）に存続を断念して閉場した。
江戸時代以来の客席がすべて畳敷きの落語定席としては最後の存在だった。
オフィス街になった人形町界隈が、昔の東京の痕跡が残る観光地として人気を集め始めたのは、人形町末廣閉場から10数年を経た1980年代半ば頃からである。

## 最終興行
日本芸術協会の公演で、会長の6代目春風亭柳橋が落語一席を語ってから踊り「深川」を披露した。主任は5代目古今亭今輔で、演目は「留守居番」。石原幸吉席亭の意向で特別興行ではなく通常の興行で、席亭と出演者一同とが高座へ上がっての挨拶と今輔の口上の他は特にセレモニーらしきものは無かった。なお、この最終興行で前座を務めていたのが桂米助（ヨネスケ）。当日客席にいたのが学生だった高田文夫と古今亭右朝、井上和明（雑誌「東京かわら版」初代発行人・現相談役）。

## 「末廣亭」・「末廣」の呼称
当席の呼称は「人形町末廣」「人形町末廣亭」「末廣亭」などしばしば混乱が見られる。以下、当席の呼称の推移と、関連する「新宿末廣亭」についても合わせて記す。
- 「人形町末廣」と「新宿末廣亭」は元々は人形町・新宿共に席名の頭に地名を付す事なく、単に「末廣亭」と称していた[3][19]。人形町末廣の古い造作のテケツ（チケット売り場）の明り取りのくもりガラスには横書きで右側から「亭廣末」と明り取りのガラスに記してある[20]。
- 新宿では1951年（昭和26年）3月の株式会社新宿末廣亭設立時に「株式会社新宿末廣亭」の会社名を登記した[21][注釈 14]。
- 人形町は1960年（昭和35年）5月下席のプログラム[22]で運営者自らがタイトルとして「人形町末廣番組」と記している。ただし、1970年（昭和45年）1月のプログラムでもタイトルとして「人形町末廣番組」と記しながら表面記載の鮨店の広告に「末広亭向ひ小路」「末広亭に御注文下されば座席迄御届け致します」、裏面記載の業務案内には「末広亭事務所」と記す呼称と表記の混乱はある。文化デジタルライブラリー 寄席に入る 2015年3月7日閲覧。掲載の1970年（昭和45年）1月中席と1966年（昭和41年）3月下席のビラには「人形町末廣」としてある。
- 1969年（昭和44年）初席の新宿末廣亭のビラには「新宿末廣亭」と記してあり[23]、1970年（昭和45年）1月中席の新宿末廣亭のビラにも「新宿末廣亭」と記してある[24]。
- かつていわゆる禁演落語を「はなし塚」に奉納した台東区寿の長瀧山本法寺に落語家や落語関係者によって1954年（昭和29年）に奉納された落語家や演芸場の名称が彫り込んである石塀にはそれぞれ「人形町末廣」「新宿末廣亭」と記してある。

上記の典拠によれば、どう遅くとも昭和20年代半ば以降には双方とも商号を「人形町末廣」「新宿末廣亭」と明確に分けていた事が見てとれる。

## 建屋内の様子
- 客は入口に履物を預けて入場。下足番の従業員が入る人数分下足札を机でパチリと鳴らし、中の従業員は人数分の座布団を用意する。入口から廊下が客席の中央を高座に向かって伸びており、座布団等を運んでくる[25]。戦前は、出演者もここを通って高座に上がっていた。
- 定員は250名程度だが客席は座布団に座る畳席で左右も桟敷席なので、混雑時は多少の詰め込みが可能であった[26]。
- 楽屋は、高座の下手（客席から見て左）側ソデにあった。上手（客席からみて右）側ソデに下座（三味線、太鼓、笛などのお囃子）の鳴り物部屋があり、鳴り物部屋のとなりの楽屋口（高座上手側の一番奥）を入ると高座の後ろに廊下があり、中程の右側に女中部屋。廊下突き当りの階段を上がると楽屋である。トイレは鳴り物部屋の隣にあり、客と関係者の共用だった。客席上手側の桟敷の裏に廊下を挟んで高座寄りに下座と前座の部屋があり、玄関寄りがロビーである[27]。
- 冷房設備は無し。夏場は戸板や羽目板を風通しの良いものに交換した。戦後天井に大型のファンが付いたが、ゆるゆる回って空気をかき混ぜるだけであった。暑いので、8月一杯は休席である[28]。
- 冬場の暖房は、客には小さな手あぶりの火鉢を有料で貸し出した。楽屋には大きな銅製の火鉢。使用する炭は休席中の8月一杯掛けて従業員がのこぎりで大量に切って用意した[29]。隙間風が多く、慣れた客の中には手あぶりの火鉢にコートをかぶせて即席のコタツにする人もいた[28]。楽屋も寒く、8代目桂文楽はあまりの寒さに楽屋でコートを羽織ったままでいたことがある[30]。
- マイクロフォンやスピーカーなどの電気的な音響設備は最後まで無かった[7]。反響を良くする為に高座の床下に大きな甕が複数埋め込んであり[31]、生の声でも正しい発声をしていれば隅々まで声が届く話しやすい寄席だったと10代目柳家小三治は語っている[32]。

## エピソード
- 明治から大正にかけて、東京の『寄席の三婆さん』と呼ばれた老女達がいた。神田の白梅亭、本所の広瀬亭、そして末廣亭の2代目席亭。口うるさいが、芸人の経済的な面倒も良く見た[33]。
- 1912年（大正元年）に死去した4代目橘家圓喬の晩年の住居である芸者置屋「越後屋」は末廣亭の路地を1本挟んだ北側にあった[注釈 15]。夫人・おげんは「越後屋」の主人で、圓喬は元の妻子と離縁して入夫していた[34]。
- 全盛期の5代目古今亭志ん生や6代目三遊亭圓生が「余一の日」[注釈 16]に好んで独演会を催していた。俗曲の西川たつ（かつての岸沢式多津）は1959年（昭和34年）5月余一の日、体調不良を押して圓生独演会にひざがわり（トリの前の出演者）で出演していたが高座で脳出血の発作で倒れ、圓生や弟子の初代三遊亭全生（のちの5代目三遊亭圓楽）、三遊亭さん生（のちの川柳川柳）らに介助され、虎ノ門病院に運ばれたが翌日死去した[35]。出演当日、体調不良だったが、圓生夫人に「高座で死ねれば本望」と語っていた[36]。
- 正月の初席は長らく日本芸術協会の興行で6代目春風亭柳橋の主任であったが、1967年（昭和42年）から落語協会の興行になり、8代目桂文楽の主任となる。各寄席で1月中両協会が10日交代で興行できる様、各寄席の席亭と両協会の会長の話し合いの結果である[37]。
- 戦後は玄冶店の路地に面する敷地南側を貸店舗にしていた[38]。また、裏側に席亭宅があった。
- 作家の石川英輔の夫人が人形町末廣の近隣で生まれ育った関係で、石川も昭和40年前後に寄席の近くで暮らしていたことがある[39]。
- 末期には客に酒を売っていた。忘年会紛いの事をしている客までおり芸をする環境ではなく、商売優先の姿勢が過ぎるのではと5代目柳家小さんは疑問を呈している[40]。
- 作家の安藤鶴夫と地元有志が、閉場する人形町末廣を惜しんで各方面に保存を働き掛けたが話がまとまらず、健康を害していた安藤自身も1969年（昭和44年）に死去。翌年の閉場後、保存は実現せず解体された[4]。
- 1965年（昭和40年）に始まったテレビ番組『金曜夜席』では、「昔ながらの寄席の高座をスタジオに再現したい」というコンセプトで当席を参考にセットが製作された。この舞台装置は放送時間が移転した『笑点』にそのまま受け継がれており、若干の手直しはあるが現在もほぼ同じものが使用されている。
- 人形町末廣の高座や舞台回りを模して造られた舞台・テレビのセットは以下のとおり。
  - NHK特集『びんぼう一代～五代目 古今亭志ん生～』(1981年、NHK総合）＊寄席の部分[注釈 17]
  - 明治座 『よみがえる明治座東京喜劇』（2021年）＊第二部「ラジオビバリー昼ズ寄席[41]」

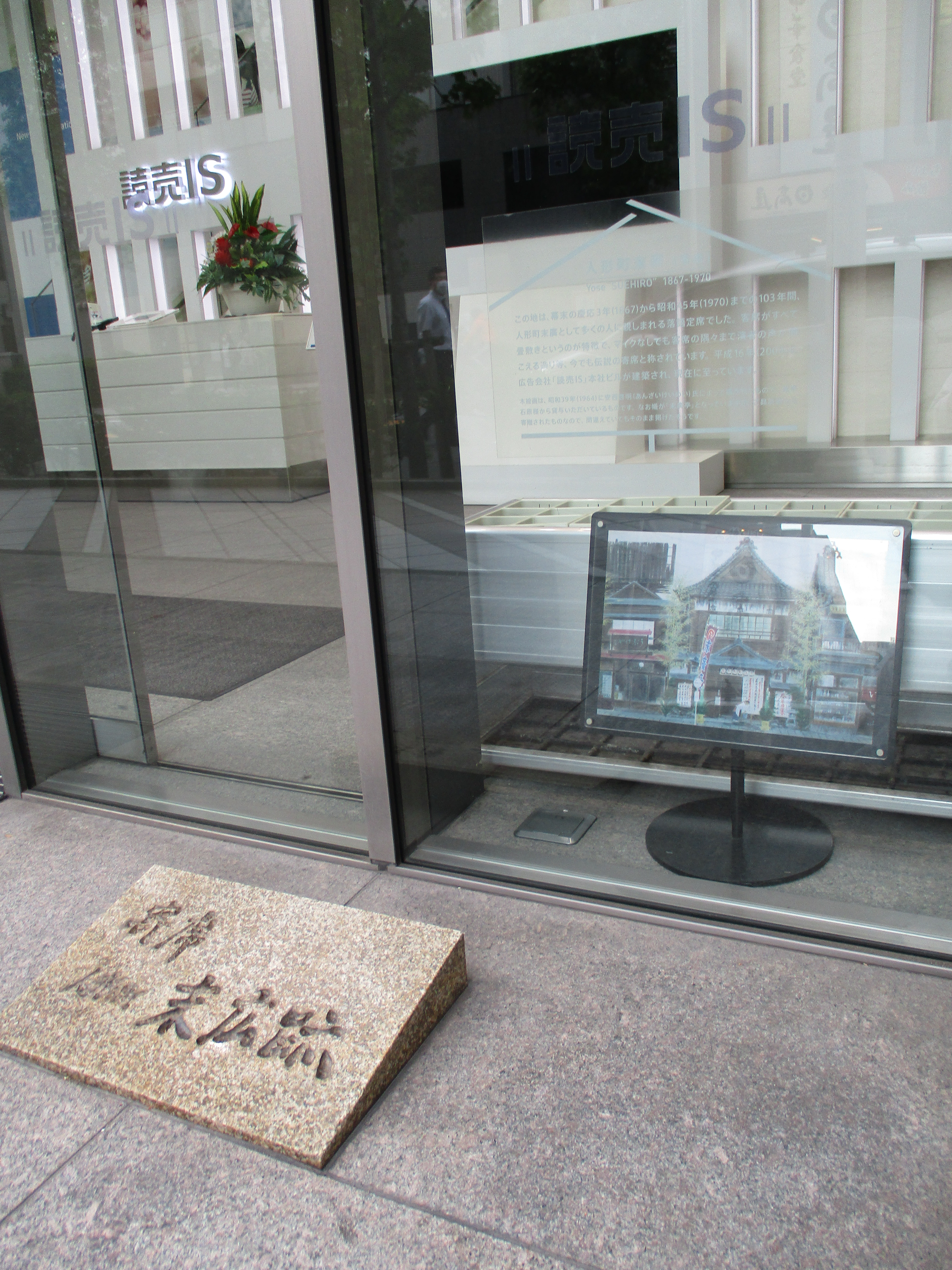
人形町末廣の跡地。2023年5月撮影。

左右の建物と合わせた3軒分の敷地に次田株式会社東京支店のビルが建っていたが、解体された。2017年（平成29年）現在は株式会社読売インフォメーションサービスのビルが建っている。入口足元に「寄席人形町末広跡」の石碑が埋め込まれ、面影を伝えている。
在りし日の人形町末廣を知る落語家の一人昔昔亭桃太郎が夫婦で人形町に行った時、記憶から人形町末廣のあった場所がここだろうと分かったものの、人形町末廣あったと思った場所の10m前で妻が通りすがりの人に人形町末廣のあった場所を聞いたら桃太郎の記憶とは違う方向反対の方向に行った為、「勘で言うと人形町末廣はさっきの場所辺りにあったはずだかなぁ」と人形町末廣があった頃から営業している漬物で店主に聞いたら桃太郎の記憶の方が正しかった。また、人形町末廣があった頃から営業している包丁屋(薬屋や瀬戸物屋はなくなっていた。)の店主に「人形町末廣の裏にあった喫茶店に行きたい」と尋ねた所、「それは去年の12月になくなりました(閉店した。)。」と言われて人形町訪問から20日前に人形町に行っていたら最後に喫茶店に行けたんで惜しい事をしたと悔やんだ。その喫茶店には人形町末廣があった頃よく行っていた。

## 人形町末廣で初高座を踏んだ落語家
- 三代目柳家小満ん
- 柳家さん八
- 柳家さん喬
- 四代目吉原朝馬
- 十一代目金原亭馬生